# Rita Azevedo Gomes
Rita Azevedo Gomes (Lisboa, 1952) é uma realizadora, argumentista e portuguesa premiada em vários festivais de cinema, nomeadamente no Torino International Festival of Young Cinema, Caminhos do Cinema Português, DocLisboa e Festival Internacional de Cinema de Las Palmas de Gran Canária. É também conhecida como artista gráfica sendo responsável por várias das publicações da Cinemateca Portuguesa onde é responsável pela programação e pelo espaço de exposições.

## Percurso
Rita Azevedo Gomes, nasceu em Lisboa em 1952.
Estudou na Escola Superior de Belas Artes de Lisboa mas não terminou o curso que foi interrompido pelo 25 de Abril, a  seguir ao qual foi dar aulas de educação visual em São Bartolomeu de Messines durante um ano.
Regressa a Lisboa e entra no meio artístico, participando em projectos em diversas áreas artísticas, nomeadamente: artes plásticas e gráficas, ópera, teatro, cinema, entre outras. Nas artes gráficas destacam-se os seus trabalhos sobre cinema para a Fundação Calouste Gulbenkian  e a Cinemateca Portuguesa, onde trabalhou com João Bénard da Costa.
Trabalhou como directora artística, cenógrafa e figurinista em peças de teatro como Antígona de Sófocles e A Gaivota de Tchekov;  e em óperas como King Arthur de Henry Purcell e O Barbeiro de Sevilha de Rossini.
No cinema trabalha como figurinista, assistente de realização e fotógrafa de cena em filmes de outros realizadores, entre eles Werner Schröeter, Manoel de Oliveira, Luís Noronha da Costa, Valeria Sarmiento e Eduardo Gregório.
Em 1990 realiza o seu primeiro filme ao qual deu o título de O Som da Terra, um Tremer, que foi nomeado para a categoria de Melhor Filme no Torino International Festival of Young Cinema, desse ano.
Nos seus filmes contaram com a colaboração e participação de nomes como José Mário Branco, Sérgio Trefaut, João Bernard da Costa, Manoel de Oliveira, Augustina Bessa-Luís, Luis Miguel Cintra, entre outros.

## Filmografia
- 1990 - O Som da Terra a Tremer[13]
- 1996 – O cinema vai ao teatro[8]
- 1998 –Intromissões, Parabéns Manoel de Oliveira[14]
- 1999 – King Arthur[8]
- 1999 - 25 de Abril (curta-metragem) [15]
- 2001 - Frágil Como o Mundo[16][17]
- 2002 - Altar[18][18][19]
- 2005 - A Conquista de Faro (curta-metragem) [20]
- 2005 - 15ª Pedra: Manoel de Oliveira e João Bénard da Costa em Conversa Filmada[21]
- 2009 - A Colecção Invisível[22]
- 2012 - A Vingança de Uma Mulher[23][24]
- 2016 - Correspondências (documentário sobre as cartas trocadas entre Sophia de Mello Breyner Andresen e Jorge de Sena)[23][25]
- 2019 - A Portuguesa (adaptação do conto homónimo de Robert Musil com diálogos criados por Agustina Bessa-Luis)[26][27]
- 2019 - Danses macabres, squelettes et autres fantaisies (co-realizado com Jean-Louis Schefer e Pierre Léon) [28]
- 2022 - O Trio em Mi Bemol, adaptação da peça de Éric Rohmer[29]

## Colaboradores recorrentes

### Frequentes membros de elenco
| Membros de elenco recorrentes (3 ou mais filmes) | Membros de elenco recorrentes (3 ou mais filmes) | Membros de elenco recorrentes (3 ou mais filmes) | Membros de elenco recorrentes (3 ou mais filmes) | Membros de elenco recorrentes (3 ou mais filmes) | Membros de elenco recorrentes (3 ou mais filmes) | Membros de elenco recorrentes (3 ou mais filmes) | Membros de elenco recorrentes (3 ou mais filmes) | Membros de elenco recorrentes (3 ou mais filmes) | Membros de elenco recorrentes (3 ou mais filmes) | Membros de elenco recorrentes (3 ou mais filmes) |
| Intérprete                                       | O Som da Terra a Tremer (1990)                   | Frágil Como o Mundo (2001)                       | A Conquista de Faro (2005)                       | A 15ª Pedra (2007)                               | A Colecção Invisível (2009)                      | A Vingança de uma Mulher (2012)                  | Correspondências (2016)                          | A Portuguesa (2018)                              | Total                                            |                                                  |
| ------------------------------------------------ | ------------------------------------------------ | ------------------------------------------------ | ------------------------------------------------ | ------------------------------------------------ | ------------------------------------------------ | ------------------------------------------------ | ------------------------------------------------ | ------------------------------------------------ | ------------------------------------------------ | ------------------------------------------------ |
| João Bénard da Costa                             | Yes                                              | Yes                                              |                                                  | Yes                                              | Yes                                              |                                                  |                                                  |                                                  | 4                                                |                                                  |
| Maria Carré                                      |                                                  |                                                  | Yes                                              |                                                  |                                                  | Yes                                              |                                                  | Yes                                              | 3                                                |                                                  |
| Rita Durão                                       |                                                  |                                                  | Yes                                              |                                                  | Yes                                              | Yes                                              | Yes                                              | Yes                                              | 5                                                |                                                  |
| Manuela de Freitas                               | Yes                                              | Yes                                              |                                                  |                                                  |                                                  |                                                  |                                                  | Yes                                              | 3                                                |                                                  |
| Anna Leppänen                                    |                                                  |                                                  |                                                  |                                                  | Yes                                              | Yes                                              | Yes                                              |                                                  | 3                                                |                                                  |
| Hugo Tourita                                     |                                                  |                                                  |                                                  |                                                  |                                                  | Yes                                              | Yes                                              | Yes                                              | 3                                                |                                                  |

### Frequentes membros de equipa técnica
| Membros de equipa técnica recorrentes (3 ou mais filmes) | Membros de equipa técnica recorrentes (3 ou mais filmes) | Membros de equipa técnica recorrentes (3 ou mais filmes) | Membros de equipa técnica recorrentes (3 ou mais filmes) | Membros de equipa técnica recorrentes (3 ou mais filmes) | Membros de equipa técnica recorrentes (3 ou mais filmes) | Membros de equipa técnica recorrentes (3 ou mais filmes) | Membros de equipa técnica recorrentes (3 ou mais filmes) | Membros de equipa técnica recorrentes (3 ou mais filmes) | Membros de equipa técnica recorrentes (3 ou mais filmes) | Membros de equipa técnica recorrentes (3 ou mais filmes) | Membros de equipa técnica recorrentes (3 ou mais filmes) |
| Técnico                                                  | O Som da Terra a Tremer (1990)                           | Frágil Como o Mundo (2001)                               | Altar (2002)                                             | A Conquista de Faro (2005)                               | A 15ª Pedra (2007)                                       | A Vingança de uma Mulher (2012)                          | Correspondências (2016)                                  | A Portuguesa (2018)                                      | Danses Macabres, Squelettes et Autres Fantaisies (2019)  | Total                                                    |                                                          |
| -------------------------------------------------------- | -------------------------------------------------------- | -------------------------------------------------------- | -------------------------------------------------------- | -------------------------------------------------------- | -------------------------------------------------------- | -------------------------------------------------------- | -------------------------------------------------------- | -------------------------------------------------------- | -------------------------------------------------------- | -------------------------------------------------------- | -------------------------------------------------------- |
| Acácio de Almeida (Cinematografia)                       | Yes                                                      | Yes                                                      | Yes                                                      | Yes                                                      |                                                          | Yes                                                      | Yes                                                      | Yes                                                      | Yes                                                      | 8                                                        |                                                          |
| Olivier Blanc (Som)                                      |                                                          |                                                          |                                                          | Yes                                                      |                                                          |                                                          | Yes                                                      | Yes                                                      |                                                          | 3                                                        |                                                          |
| Patrícia Saramago (Edição)                               |                                                          | Yes                                                      | Yes                                                      |                                                          | Yes                                                      | Yes                                                      | Yes                                                      | Yes                                                      |                                                          | 6                                                        |                                                          |

## Publicações
Foi responsável pela parte gráfica, fotografia e ilustração de várias publicações da Cinemateca Portuguesa, nomeadamente:
1996 - 100 Anos de cinema em Portugal, editado pelo Ministério da Cultura e Cinemateca
1997 - Mário Viegas, editado pela Cinemateca Portuguesa, ISBN 9726191157 
1998 - Cinemateca - 40 anos: 40 anos de sessões da Cinemateca (1958-1998), editado pela  Cinemateca Portuguesa
1998 - Um mar de filmes / apresentado por Festival dos 100 Dias - Expo'98, editado por Cinemateca Portuguesa-Museu do Cinema, ISBN 9726191165 
2004 - Cinemateca portuguesa: museu do cinema, editado por Cinemateca Portuguesa-Museu do Cinema, ISBN 9726192145 

## Prémios e Nomeações
O Som da Terra, um Tremer:
- 1990 - Foi nomeado para a categoria de Melhor Filme no Torino International Festival of Young Cinema (Itália) [13]

Altar:
- 2002 - Recebeu o Prémio de Melhor realizadora do Festival Internacional de Cinema de Angra do Heroísmo, com o filme Altar (Portugal) [23]

A Vingança de Uma Mulher
- 2012 - Ganhou o Prémio de Melhor Longa-Metragem de Ficção no XIX Cinesul-Festival Ibero-Americano de Cinema e Vídeo (Brasil) [36]
- 2012 - Ganhou os prémios de Melhor Fotografia, Melhor Direcção de Arte e Melhor Guarda-Roupa no festival Caminhos do Cinema Português (Portugal)

Correspondências
- 2016 - Recebeu o Prémio José Saramago no DocLisboa[37][38]
- 2016 - Ganhou o Prémio de Melhor Realizadora nos Caminhos do Cinema Português (Coimbra) [39][40]
- 2016 - Foi nomeado para o Leão d'Ouro do festival Locarno International Film Festival

- 2019 - Foi nomeado para o prémio de Melhor Documentário em Longa-Metragem atribuídos pelos Prémios Sophia[41]

A Portuguesa
- 2018 - Foi seleccionado para a categoria de competição internacional do Festival Internacional de Cinema de Mar del Plata (Argentina) [42]
- 2019 - Recebeu o Prémio “Lady Harimaguada” de Ouro para o Melhor Filme, no XIX Festival Internacional de Cinema de Las Palmas de Gran Canária (Espanha) [43]
- 2019 - Fez parte da selecção Oficial da Berlinale (Alemanha) [42]

O Trio em Mi Bemol
- 2022 -  Ganhou o Prémio Melhor Realização para Longa Metragem Portuguesa NOVA Faculdade de Ciências Sociais e Humanas, no IndieLisboa[44]

Em 2014, o Festival Internacional de Cine Independente de Buenos Aires (BAFICI), organizou em sua homenagem uma retrospectiva que reuniu todos os seus filmes.
Na da 65ª edição do Zinebi (Festival do Documentário e da Curta-Metragem de Bilbau), foi distinguida com prémio de carreira, o Mikeldi de Honra. 